# Campeonato Paranaense de Futsal de 2003
O Campeonato Paranaense de Futsal de 2003 - Campeonato Paranaense de Futsal, cujo nome usual é Chave Ouro, foi a 9ª edição da mais importante competição da modalidade no estado, sua organização é de competência da Federação Paranaense de Futsal. 
A edição 2003, foi decidida entre o Cascavel  e a equipe do Toledo, no clássico da soja, sendo que o título ficou para o clube Cascavelense.

## Tabela Primeira Fase
| Pos | Times                       | Pts | J  | V  | E | D  | Classificação                     |
| --- | --------------------------- | --- | -- | -- | - | -- | --------------------------------- |
| 1   | Cascavel                    | 38  | 15 | 12 | 2 | 1  | Classificados para a Segunda Fase |
| 2   | São Miguel                  | 38  | 15 | 12 | 2 | 1  | Classificados para a Segunda Fase |
| 3   | Toledo Futsal               | 28  | 15 | 8  | 4 | 3  | Classificados para a Segunda Fase |
| 4   | Atlético Pato Branquense    | 28  | 15 | 8  | 4 | 3  | Classificados para a Segunda Fase |
| 5   | Francisco Beltrão           | 25  | 15 | 8  | 1 | 6  | Classificados para a Segunda Fase |
| 6   | Comercial                   | 25  | 15 | 7  | 4 | 4  | Classificados para a Segunda Fase |
| 7   | Amafusa Maringá             | 21  | 15 | 5  | 6 | 4  | Classificados para a Segunda Fase |
| 8   | C.A.F.E Cianorte Futsal     | 20  | 15 | 6  | 2 | 7  | Classificados para a Segunda Fase |
| 9   | Londrina                    | 20  | 15 | 6  | 2 | 7  | Classificados para a Segunda Fase |
| 10  | Clube Verde                 | 19  | 15 | 5  | 4 | 6  | Classificados para a Segunda Fase |
| 11  | São Lucas                   | 16  | 15 | 5  | 1 | 9  | Eliminados                        |
| 12  | Foz Futsal                  | 16  | 15 | 4  | 4 | 7  | Eliminados                        |
| 13  | Tagliari                    | 15  | 15 | 4  | 3 | 8  | Eliminados                        |
| 14  | Siqueira Campos             | 15  | 15 | 4  | 3 | 8  | Eliminados                        |
| 15  | São José dos Pinhais Futsal | 9   | 15 | 3  | 0 | 12 | Eliminados                        |
| 16  | União da Vitória            | 6   | 15 | 2  | 0 | 13 | Eliminados                        |

## Segunda Fase

### Grupo A
| Pos | Times                   | Pts | J | V | E | D | Classificação               |
| --- | ----------------------- | --- | - | - | - | - | --------------------------- |
| 1   | Cascavel                | 19  | 8 | 6 | 2 | 0 | Classificados aos Play-Offs |
| 2   | Toledo Futsal           | 18  | 8 | 4 | 3 | 1 | Classificados aos Play-Offs |
| 3   | C.A.F.E Cianorte Futsal | 7   | 7 | 2 | 1 | 4 | Eliminados                  |
| 4   | Comercial               | 7   | 7 | 2 | 1 |   | Eliminados                  |
| 5   | Clube Verde             | 1   | 7 | 0 | 1 | 6 | Eliminados                  |

### Grupo B
| Pos | Times                    | Pts | J | V | E | D | Classificação               |
| --- | ------------------------ | --- | - | - | - | - | --------------------------- |
| 1   | Amafusa Maringá          | 15  | 8 | 5 | 0 | 3 | Classificados aos Play-Offs |
| 2   | Francisco Beltrão        | 14  | 8 | 4 | 2 | 2 | Classificados aos Play-Offs |
| 3   | São Miguel               | 14  | 8 | 4 | 2 | 2 | Eliminados                  |
| 4   | Atlético Pato Branquense | 9   | 8 | 2 | 3 | 3 | Eliminados                  |
| 5   | Londrina                 | 3   | 8 | 0 | 3 | 5 | Eliminados                  |

## Play-Offs
|  | Semifinais        | Semifinais    | Semifinais | Semifinais |   |  | Final       | Final | Final | Final |
|  |                   |               |            |            |   |  |             |       |       |       |
|  |                   |               |            |            |   |  |             |       |       |       |
|  | Cascavel          | 3             | 5          |            |   |  |             |       |       |       |
|  | Francisco Beltrão | 2             | 0          |            |   |  |             |       |       |       |
|  |                   |               |            |            |   |  |             |       |       |       |
|  |                   |               |            |            |   |  | Melhor de 3 |       |       |       |
|  |                   |               |            |            |   |  | Cascavel    | 1     | 1     | 4     |
|  |                   | Toledo Futsal | 1          | 2          | 2 |  |             |       |       |       |
|  |                   |               |            |            |   |  |             |       |       |       |
|  |                   |               |            |            |   |  |             |       |       |       |
|  | Amafusa           | 1             | 0          | 2          |   |  |             |       |       |       |
|  | Toledo Futsal     | 0             | 3          | 4          |   |  |             |       |       |       |

## Premiação
| Campeonato Paranaense de Futsal de 2003   |
| ----------------------------------------- |
| Cascavel Futsal Clube Campeão (1º título) |